# Edith González
Edith González (Monterrey, 10. prosinca 1964. –  Monterrey, 13. lipnja 2019.) bila je meksička glumica, plesačica i model.

## Filmografija

### TV showovi
- 2009.: Mujeres asesinas Clara
- 2006.: Bailando por la Boda de mis Sueños
- 2005.: Los reyes de la pista
- 2005.: Bailando por un sueño
- 1991.: El descuartizador

### Filmovi
- 2008.:  Deseo
- 2004.:  Señorita Justice
- 1996.:  Salón México
- 1996.:  Los cómplices del infierno
- 1991.:  El jugador
- 1990.:  Atrapados
- 1990.:  Sentencia de muerte
- 1989.:  Trampa Infernal
- 1988.:  Central camionera
- 1988.:  Pero sigo siendo el rey
- 1984.: Adiós Lagunilla, adios
- 1982.: Cosa fácil
- 1980.: Fabricantes de pánico
- 1980.:  Guyana, el crimen del siglo
- 1977.:  Cyclone
- 1976.:  El rey de los gorilas
- 1975.:  Alucarda, la hija de las tinieblas

### Kazalište
- Buenas noches, mamá (2010.) - Jessica
- Aventurera (1997. – 1998. i 2005. – 2008.) - Elena Tejero
- Teatro de Atril (1998.)
- Magnolias de Acero (1985.)
- El Diabólico Barbero de la Calle de la Orca (1983.)
- Gigí (1982.)
- Gipsy (1976.)
- Hansel y Gretel
- Ricitos de oro

### Telenovele
- 2011.: Cielor Rojo  (TV Azteca) ...Alma Durán
- 2009.: Kameleoni  ...Francisca Campos de Ponce de León
- 2008.: Doña Bárbara (Telemundo) (2008. – 2009.) ...Bárbara Guaimarán
- 2007.: Palabra de mujer...Vanesa Noriega
- 2006.: Mundo de fieras -(Ljubav i mržnja) ...Joselyn Rivas del Castillo de Cervantes Bravo
- 2004.: Mujer de madera ... Marisa Santibañez Villalpando # 1
- 2001.: Salomé (telenovela)  ...Fernanda "Salome" Quiñonez-Lavalle
- 1999.: Cuento de Navidad (1999. – 2000.) ... Josefina
- 1999.: Nunca te olvidaré   ...Esperanza Gamboa Martel
- 1997.: La jaula de oro ...Oriana
- 1996.: La sombra del otro  ...Lorna Madrigal
- 1993.: Corazón salvaje (Divlje srce)...Countess Monica de Altamira de Alcazar y Valle
- 1990.: En carne propia    ...Estefanía Muriel/Natalia de Jesús Ortega
- 1988.: Flor y canela   ...Florentina
- 1987.: Rosa salvaje - (Divlja ruža)  ...Leonela Villareal Villain
- 1987.: Lista negra    ...Mary
- 1986.: Monte Calvario    ...Ana Rosa
- 1985.: Bianca Vidal    ...Bianca
- 1984.: Sí, mi amor    ...Susana
- 1983.: La fiera    ...Julie
- 1981.: El hogar que yo robé   ...Paulina
- 1980.: Soledad   ...Luisita Sánchez Fuentes
- 1980.: Ambición    ...Charito
- 1979.: Los ricos también lloran  ...Marisabel
- 1975.: Lo imperdonable    ...Gloria
- 1973.: Mi primer amor    ...Lucía
- 1971.: El amor tiene cara de mujer
- 1971.: Lucía Sombra    ...Erika

### Serije
- Mujeres asesinas (2009.) - Clara Soler
- Mujer, casos de la vida real  (1989. – 1996.)
- Papá soltero  (1986) - (1 epizoda)
- Los miserables (1973.) - Cossette
- Cosa Juzgada (1970.)

## Vanjske poveznice
- Službene stranice
- Edith González na stranicama Alma latina (engleski)
- Esmas.com - Edith González  Arhivirana inačica izvorne stranice od 14. studenoga 2006. (Wayback Machine)